# خویرام
خویرام (به لهستانی:  Chwiram) یک روستا در لهستان است که در گمینا واوچ واقع شده‌است. خویرام ۷۹۰ نفر جمعیت دارد.